# 1972년 하계 올림픽 이탈리아 선수단
1972년 하계 올림픽 이탈리아 선수단은 1972년 8월 26일부터 9월 11일까지 서독 뮌헨에서 열린 1972년 하계 올림픽에 참가한 올림픽 이탈리아 선수단이다.

## 복싱
| 선수 | 세부 종목 | 64강           | 32강           | 16강           | 8강            | 준결승         | 결승           | 결승 |
| 선수 | 세부 종목 | 상대 선수 결과 | 상대 선수 결과 | 상대 선수 결과 | 상대 선수 결과 | 상대 선수 결과 | 상대 선수 결과 | 순위 |

## 양궁
| 선수 | 세부 종목 | 1라운드 (점수) | 2라운드 (점수) | 합계 | 최종 순위 |